# Habitatge al carrer Alfons II d'Aragó, 19 (Molins de Rei)
L'Habitatge al carrer Alfons II d'Aragó, 19 és una obra eclèctica de Molins de Rei (Baix Llobregat) inclosa a l'Inventari del Patrimoni Arquitectònic de Catalunya.

## Descripció
Habitatge de planta baixa, dos pisos i terrat del segle xix situat dins el nucli urbà. La façana principal de la casa està dividida en tres nivells; el central, té una balconada amb barana de ferro que recorre el mur i on hi figura la data 1865. La part superior està coronada per una terrassa envoltada per una barana de pedra a un copó a cada extrem que sobresurt i al centre té una estructura decorada amb sanefes. La porta d'entrada és feta en fusta amb una finestra enreixada a cada costat.